# Marina Wassiljewna Kroschina
Marina Wassiljewna Kroschina (russisch Марина Васильевна Крошина; * 18. April 1953 in Almaty, Sowjetunion; † 4. Juli 2000 in Kiew, Ukraine) war eine sowjetische Tennisspielerin.

## Karriere
Marina Kroschina gewann 1971 das Mädcheneinzel von Wimbledon, im Finale besiegte sie Sue Minford mit 6:4 und 6:4.
1971 und 1973 gewann sie insgesamt zwei Turniere der WTA Tour.
Am 4. Juli 2000 beging sie Suizid.

## Turniersiege

### Doppel
| Nr. | Datum | Turnier | Kategorie                       | Belag           | Partnerin          | Finalgegnerinnen                 | Ergebnis      |
| --- | ----- | ------- | ------------------------------- | --------------- | ------------------ | -------------------------------- | ------------- |
| 1.  | 1971  | Moskau  | WTA Non-Tour Event              | (Halle)         | Eugenia Birioukova | Jelena Granaturowa Olga Morosowa | 7:6, 5:7, 7:5 |
| 2.  | 1973  | Boston  | WTA Commercial Union Grand Prix | Teppich (Halle) | Olga Morosowa      | Evonne Goolagong Janet Young     | 6:2, 6:4      |